# Beetsterzwaag
Beetsterzwaag est un village situé dans la commune néerlandaise d'Opsterland, dans la province de la Frise. Son nom en frison est Beetstersweach. Le 1er janvier 2012, le village comptait 3 531 habitants.
Beetsterzwaag est le chef-lieu de la commune d'Opsterland.